# Laurențiu Rebega
Constantin Laurențiu Rebega (Vălenii de Munte, 20 febbraio 1976) è un politico rumeno, membro del Parlamento europeo dal 2014.
Al Parlamento europeo, Laurentiu Rebega è membro della Commissione per l'agricoltura e lo sviluppo rurale (AGRI), la Commissione per le petizioni (PETI) e membro sostituto della Commissione per gli affari esteri (AFET), Commissione per l'industria, la ricerca e l'energia (ITRE) e la Commissione per lo sviluppo regionale (REGI). Egli è anche membro della delegazione parlamentare mista UE-Turchia. Nel 2015 è diventato vice presidente del gruppo politico l'Europa delle nazioni e della libertà (ENL).

## Formazione professionale
Laurentiu Rebega ha seguito tra il 1999 e il 2004 i corsi della Facoltà di Scienze Zootecniche presso l'Università di scienze agronomiche e di medicina veterinaria di Bucarest. 
È stato coinvolto in una serie di attività di rappresentanza e di organizzazione degli studenti. È stato il rappresentante dell´Associazione degli studenti di Medicina Veterinaria di Bucarest, presidente dell'Associazione Sportiva Agronomia e direttore editoriale del quotidiano " Impatto degli studenti". Nel 2003, ha frequentato corso “Giovani agricoltori” a Grindsted Agricultural College in Danimarca. Dopo aver conseguito il diploma di laurea in Medicina Veterinaria a Bucarest e tornato a Grindsted Agricultural College, dove, nel periodo 2004-2006, ha ottenuto il diploma di Junior leader in Affari Agricoli. Nell'ambito di questo programma ha studiato e realizzato progetti nel campo della gestione agricola. Nel 2007-2009 è stato studente presso l´Università di Medicina Veterinaria di Bucarest dove si è laureato in Management e Sviluppo Rurale. Tra il 2009 e il 2011, ha seguito anche i corsi del master del programma dell'Accademia di Studi Economici di Bucarest, in Romania, con la specializzazione nella Gestione dei progetti di sviluppo rurale e regionale. Nel 2012, ha frequentato i corsi dell'Istituto Diplomatico rumeno (con la specializzazione in Politica Estera e Diplomazia). Recentemente ha finito il programma di master con specializzazione in Politica Internazionale presso il Centro europeo per la ricerca strategica e internazionale a Bruxelles, Belgio.

## Carriera politica
Nel 2004-2006 ha lavorato come un professionista agronomo in Danimarca. Dopo il ritorno in Romania, ha avuto diversi incarichi come agronomo all´Istituto Nazionale di Ricerca - Sviluppo per Bonifica del terreno (ISPIF) a Bucarest, come esperto di logistica ADT Projekt, come direttore della società di produzione JD Agro Cocora, come General Manager SC SEMINA SA e infine, come consulente per il Dipartimento dell'Agricoltura della DSC Agro Seed SRL. 
Nel 2010 ha iniziato la sua carriera politica nel Partito Conservatore (PC), e ulteriormente divenne presidente della filiale della contea PC Prahova. Nel giugno 2012, alle elezioni locali, Laurentiu Rebega ha vinto il mandato di consigliere della contea di Prahova, essendo eletto come vice presidente del Consiglio di Prahova. Nel 2014, è diventato vice presidente del PC a livello nazionale e coordinatore del Dipartimento per l'Agricoltura e sviluppo rurale. Nel maggio 2014, è stato candidato sulle liste dell´alleanza PSD-PC UNPR per le elezioni europee ed ha ottenuto un mandato al Parlamento europeo.

## Nel Parlamento europeo
A seguito delle elezioni al Parlamento europeo, Laurentiu Rebega divenne a 38 anni uno dei 32 eurodeputati della Romania. Fino giugno 2015, è stato membro del S&D (Alleanza Progressista di Socialisti e Democratici al Parlamento Europeo). Da giugno 2014 a giugno 2015 è stato membro a pieno titolo della Commissione per l'agricoltura e sviluppo rurale (AGRI) per la Commissione petizioni (PETI) membro sostituto della commissione per la pesca (PECH) e membro della delegazione di cooperazione parlamentare UE-Armenia, UE-Azerbaigian e la Commissione parlamentare per l´associazione UE-Georgia. Nel gennaio 2015 si dimise dal PC ed è diventato europarlamentare indipendente. Nel giugno del 2015, ha lasciato gruppo politico S&D e si è unito al nuovo gruppo politico, l'Europa delle nazioni e della libertà (ENL) essendo l'unico eurodeputato romeno in questo gruppo, che include 39 deputati provenienti da 9 paesi (Austria, Belgio, Francia, Germania, Italia, Paesi Bassi, Polonia, Romania e il Regno Unito). Continuando la sua attività come membro a pieno titolo della Commissione per l'agricoltura e sviluppo rurale (AGRI) e per la Commissione petizioni (PETI), dal 2015, diventa membro supplente nella Commissione per gli affari esteri (AFET) nella Commissione per l'industria, la ricerca e l'energia (ITRE) e nella Commissione per lo sviluppo regionale (REGI). Fa anche parte della Delegazione parlamentare mista UE -Turchia.
Sulla homepage, Laurentiu Rebega afferma che in tutta la sua attività sostiene la libertà ideologica e individuale di partecipazione, la sovranità nazionale e la tutela della libertà di espressione in tutte le sue forme. Con l'appartenenza ad un gruppo politico di orientamento nazionalista (ENL), Laurentiu Rebega ha espresso ancora una volta il patriottismo incondizionato e la fedeltà ai valori della nazione romena e ai principi dello Stato unitario rumeno. 
È un sostenitore dichiarato dell´unione della Romania con la Moldavia. 
Dopo l´adesione al Gruppo ENL, uno degli eventi più visibili di Laurentiu Rebega è stato il convegno "La nostra Europa - l'Europa delle nazioni" tenutosi a Sinaia, ad aprile 2016. In questa occasione, molti membri del gruppo sono venuti in Romania, assieme ai due co-presidenti del gruppo ENL, Marine Le Pen e Marcel De Graaff.
Nel gennaio 2017, Rebega è stato uno degli 8 candidati alla presidenza del Parlamento Europeo. È stato l'unico candidato rumeno a presentarsi alle elezioni per la presidenza di una delle istituzioni europee.

## Vita personale
Laurentiu Rebega ha 40 anni, è sposato e ha una figlia. In gioventù ha praticato il calcio e ora è un fan di questo sport. È un appassionato difensore della natura e dell'ambiente.